# 托莱多 (华盛顿州)
托莱多（英文：Toledo），是美国华盛顿州刘易斯县下属的一座城市。根据 2000年美国人口普查，该市有人口653人。根据2010年美国人口普查，该市有人口725人。而2011年估计该市有729人。